# Conirostre roux
Conirostrum rufum
Espèce
Statut de conservation UICN

 LC  : Préoccupation mineure
Le Conirostre roux (Conirostrum rufum), également appelé Sucrier à sourcils roux, est une espèce de passereaux de la famille des Thraupidae.

## Répartition géographique
Cet oiseau vit dans la moitié nord de la cordillère Orientale (Colombie) et la Sierra Nevada de Santa Marta.